# Tsáda
Tsáda je mestece oz. večja vas s približno tisoč prebivalci na zahodnem delu Cipra. Nahaja se v okrožju Eparchía Páfou, v zahodnem delu države, 90 km zahodno od prestolnice Nikozije in 8 kilometrov severno od Pafosa. Tsáda stoji na 619 metrov nadmorske višine.